# Émilie-Sophie de Montullé
Pour les articles homonymes, voir Montullé.
Émilie-Sophie de Montullé, marquise Turpin de Crissé, née le 8 mai 1756 et morte le 12 mai 1816, est une artiste peintre française.

## Biographie
Émilie-Sophie de Montullé est la fille de Jean-Baptiste-François de Montullé (3 février 1721 - 26 août 1787) et d'Élisabeth Haudry (1727 - Paris, 13 mars 1800). Le 18 janvier 1775, elle épousa Henri Roland Lancelot Turpin de Crissé (Paris, 19 mai 1754 - Philadelphie, avant 1799).
On a prétendu que la Société de la Table ronde, regroupant les meilleurs artistes du temps, siégeait dans sa maison parisienne de la rue de Bondy acquise en 1774. Ce qui est plus certain, c'est que la marquise Turpin de Crissé fut introduite chez sa tante, Mme de Montecler, dans le salon qu'elle tenait rue du Cherche-Midi où elle recevait la « petite académie de peinture » que décrira Jacob-Nicolas Moreau. Elle pratiqua la miniature sur ivoire de 1789 à 1799 pour survivre durant la Révolution.
Son mari démissionna de l'armée alors qu'il était colonel du régiment de hussards de Bercheny au moment de la Révolution. Il acheta, pour s'y réfugier le 31 décembre 1790, une maison à Seine-Port, puis de nouveaux bâtiments en 1792 afin d'établir une fabrique de faïence anglaise. « En 1793 le citoyen Turpin de Crissé, ci-devant noble vendit son domaine (situé à Seine-Port près de Melun) à Gouverneur Morris, diplomate, qui avait représenté les États-Unis auprès de Louis XVI et de la république ». Avec le fruit de la vente, la famille émigra en Angleterre d'où son mari parti seul en 1794 pour rejoindre les États-Unis. Il y mourut seul, dans un dénuement total, probablement vers 1795 à Philadelphie.
« La marquise, restée seule avec son fils et sa fille vécut de la vente des miniatures qu'elle peignait ; mais pendant la terreur, les commandes devenues rares, ce fut presque la misère. Elle vivait dans un grenier, partageant son temps entre ses miniatures, les travaux domestiques et l'éducation de ses enfants. La vicomtesse fut émue de la détresse de sa cousine et l'invita en Anjou ainsi que ses deux enfants. Le comte Turpin de Crissé ne pouvait raconter sans une vive émotion, dit Ch. Lenormant, l'apparition dans le grenier qu'il occupait avec sa mère, de sa bienfaitrice ; les années qu'il avait passé au château d'Angrie en 1794 au milieu des ruines encore fumantes de la Vendée, sous l'aile d'une femme qui, par son généreux caractère, s'était concilié le respect de tous les partis ». Elle continua de peindre des miniatures et influença son fils, Lancelot Théodore Turpin de Crissé.
Elle est inhumée au cimetière du Père-Lachaise (10e division).

## Descendance
Émilie-Sophie de Montullé eut trois enfants de son époux Henri Roland Lancelot Turpin de Crissé :
- Lancelot Jean Baptiste Alexandre Turpin de Crissé (vers 1775 - vers 1780) ;
- Aline Alexandrine Louise Élisabeth Lancelot Turpin de Crissé (17 juin 1780 à Paris - 17 juin 1846). Le 13 juillet 1814, elle épouse Marie Joseph Théodore de Meulan (vers 1778-1832), maréchal de camp ;
- Lancelot Théodore Turpin de Crissé (9 juillet 1782 à Paris - 15 mai 1859 à Paris), peintre et écrivain, inspecteur général des Beaux-Arts. Le 16 novembre 1813, il épouse Adèle de Lesparda (1789-1861).

## Œuvres dans les collections publiques
- Lille, palais des beaux-arts : L’Offrande des vestales, vers 1789, d'après Les vierges antiques (1727) de Jean Raoux.